# Geumneung (métro de Séoul)
Geumneung  (hangeul : 금릉 ; hanja : 金陵) est une station de passage de la ligne Gyeongui-Jungang du métro de Séoul. Elle est située, au 85 Geumneungyeok-ro, sur le territoire de la ville de Paju, au nord de Séoul dans la province Gyeonggi-do, en Corée du Sud.
Elle a pour origine une gare ouverte en 2004 et transformée en station de métro en 2009. La station est desservie par les circulations des rames omnibus et express qui circulent sur la ligne Gyeongui-Jungang.

## Situation sur le réseau

Plan du réseau du métro de Séoul (2023)

Établie en aérien, Geumneung, est une station de passage de la ligne Gyeongui-Jungang du métro de Séoul : elle est située entre la station Geumchon, en direction du terminus ouest Munsan, et la station Unjeong, en direction du terminus est Jipyeong.

## Histoire

### Gare ferroviaire (2004-2009)
La gare de Geumneung est mise en service le 31 octobre 2004 pour soulager la gare de Geumchon qui est saturée.

### Station de métro (depuis 2009)
Elle devient une station de métro le 1er juillet 2009 lors de l'intégration de l'ensemble de la ligne Gyeongui dans le réseau du métro de Séoul.
Geumneung devient une station de la ligne Gyeongui-Jungang, du réseau du métro de Séoul, lors de la création de cette ligne, le 27 décembre 2014, par la création de la section, entre Gongdeok et Yongsan, qui permet la fusion entre les anciennes lignes Gyeongui et Jungang.

## Services aux voyageurs

### Accès et accueil
Située au 85 Geumneungyeok-ro, elle dispose de deux accès. Elle est équipée d'automates pour les titres de transport.

### Desserte
Geumneung est desservie par les rames omnibus et par les rames express : Gyeongui Express (Yongsan) et Jungang Express.

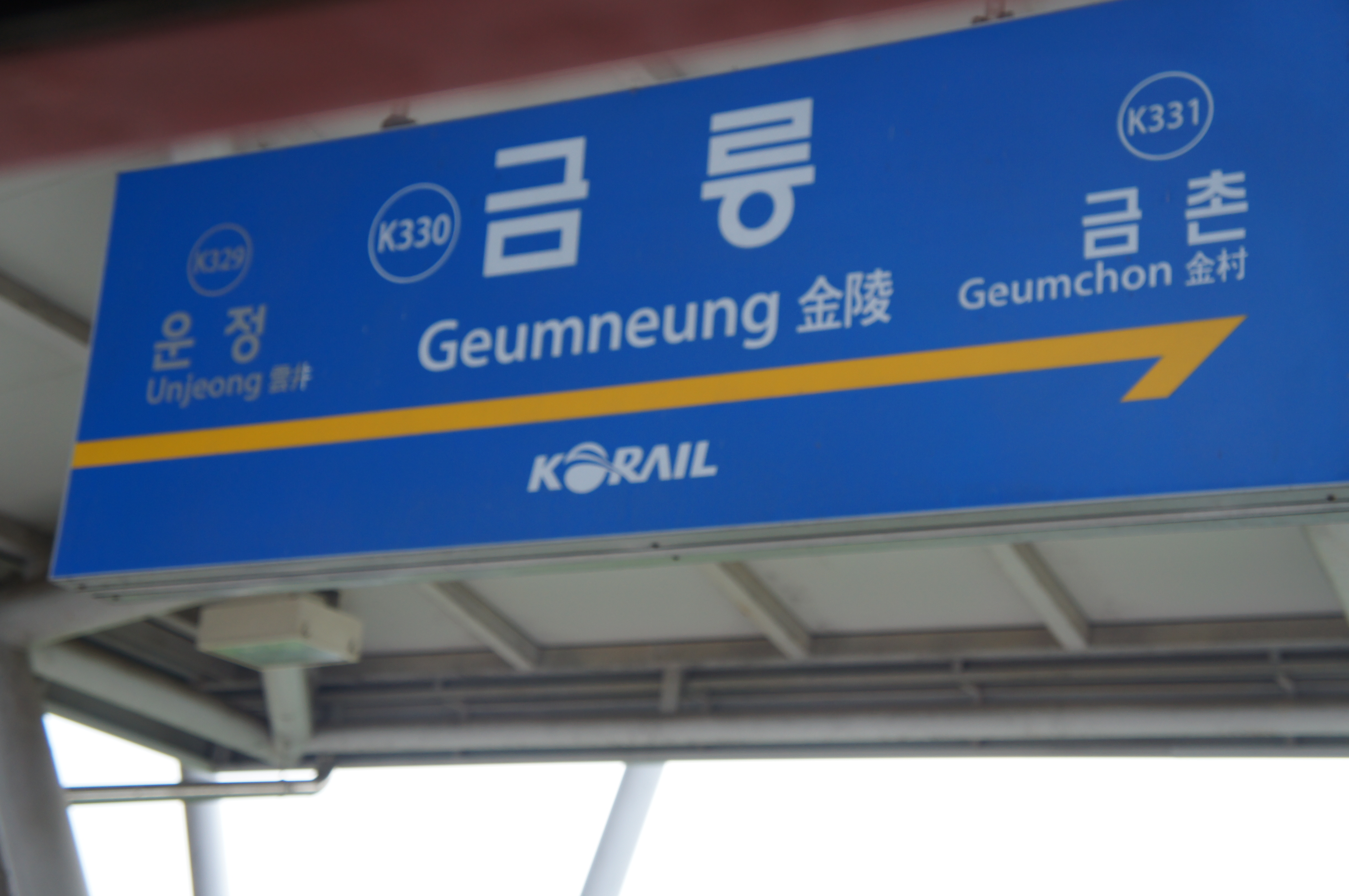
Panneau station.

### Intermodalité
Des arrêts de bus sont situés à proximité.